# Fritzie - Der Himmel muss warten
Fritzie - Der Himmel muss warten è una serie televisiva tedesca prodotta da Polyphon Film- und Fernsehgesellschaft e trasmessa dal 2020 al 2023 sull'emittente ZDF. Protagonista della serie, nel ruolo di Fritzie Kühne, è l'attrice  Tanja Wedhorn; altri interpreti principali sono  Florian Panzner, Nick Julius Schuck, Selma Herzog, Gisa Flake, Falk Rockstroh e Jan Pohl.
La serie si compone quattro stagioni, per un totale di 24 episodi (6 per stagione).: il primo episodio, intitolato Aus dem Gleichgewicht, venne trasmesso in prima visione televisiva il 1º ottobre 2020.

## Trama
Fritzie Kühne è una giovane donna alla quale viene diagnosticato un tumore al seno in fase avanzata. Tuttavia, è titubante verso un intervento chirurgico e, nonostante la malattia, decide di non rinunciare alla propria quotidianità, che include il lavoro come insegnante in una scuola.

## Episodi
| Stagione         | Episodi | Prima TV Germania | Prima TV Italia |
| ---------------- | ------- | ----------------- | --------------- |
| Prima stagione   | 6       | 2020              | inedita         |
| Seconda stagione | 6       | 2021              | inedita         |
| Terza stagione   | 6       | 2022              | inedita         |
| Quarta stagione  | 6       | 2023              | inedita         |

## Personaggi e interpreti
- Fritzie Kühne, interpretata da Tanja Wedhorn (s. 1-4)[2][3]
- Stefan, interpretato da Florian Panzner (s. 1-4).[2][3] È il marito di Fritzie e lavora come commissario di polizia.
- Florian, interpretato da Nick Julius Schuck (s. 1-4).[2][3] È il figlio adolescente di Fritzie e Stefan.[3]
- Neda Rahmanian, interpretata da Selma Herzog (s. 1-3).[2] È la preside della scuola in cui lavora Fritzie.[3]
- "Big Chef", interpretata da Gisa Flake (s. 1-4).[2][3]
- Gerd Kippenberger, interpretato da Falk Rockstroh (s. 1-4).[2][3]
- Wolfgang Büschel, interpretato da Jan Pohl (s. 1-4).[2][3]
- Melanie, interpretata da Anna Herrmann (s. 2-4).[2]
- Norbert Schulz, interpretato  da Steffen Münster (s. 1-3).[2]
- Miloš, interpretato da Tobias Licht (s. 1-2).[2]
- Rosi Gagel, interpretata da Gisa Zach (s. 3-4).[2]
- Rafi Guessous, interpretato da Anton Herzog (s. 1-3).[2]
- Zoe, interpretata da Tara Leiberg (s. 2-3).[2]
- Sig.ra Bremus, interpretata da Anna Grisebach (s. 1-2).[2]
- Leon, interpretato da Ivo Kortlang (s. 1-2).[2]
- Laura, interpretata da Bettina Burchard (s. 3-4).[2]
- Josy, interpretata da Odine Johne (s. 1-2).[2]
- Merlin, interpretato da Oskar Redfern (s. 2-3).[2]
- Andi, interpretato da Murat Seven (s. 1-3).[2]
- Meliz Herzog, interpretata da Lilith Balke (s. 1-3).[2]
- IT-Joe, interpretato da Tayfun Baydar (s. 3-4).[2]

## Produzione
In origine, la serie avrebbe dovuto intitolarsi Schule fürs Leben.

## Ascolti
La stagione di maggiore successo è stata la seconda, che totalizzò una media di 3.650.000 telespettatori con uno share dell'11,6%, seguita dalla prima, che totalizzò una media di 3.420.000 telespettatori con uno share dell'11,4%.